# Мориссетт, Аланис
Аланис Надин Мориссетт (англ. Alanis Nadine Morissette; род. 1 июня 1974[…], Оттава) — канадская и американская певица, композитор, актриса и продюсер, которая стала всемирно популярной в 1995 году, записав один из самых продаваемых альбомов в истории музыки Jagged Little Pill. На счету Мориссетт 7 наград «Грэмми». В общей сложности по всему миру продано более 60 млн экземпляров её альбомов.
Мориссетт начинала карьеру в Канаде, где записала два танцевальных альбома, Alanis и Now Is the Time, на лейбле MCA Records, однако дебютным альбомом принято считать бестселлер Jagged Little Pill, записанный в стиле рок. Jagged Little Pill был продан тиражом более 30 млн копий и стал самым успешным дебютным альбомом в мировой музыке, записанным женщиной. После успешного начала карьеры следующие два альбома Мориссетт — Supposed Former Infatuation Junkie и Under Rug Swept — в разное время возглавляли главный чарт США Billboard 200. Свои альбомы Under Rug Swept и So-Called Chaos Мориссетт продюсировала самостоятельно. Последующие студийные альбомы певицы, Flavors of Entanglement (2008) и Havoc and Bright Lights (2012), дебютировали в топ-10 чарта Billboard 200.
31 июля 2020 года Мориссетт выпустила свой следующий студийный альбом, Such Pretty Forks in the Road, а в 2021 году она отправится в мировой тур по случаю 25-летия альбома Jagged Little Pill с группой Garbage и американской певицей Лиз Фэр.

## Ранние годы
Аланис Мориссетт родилась в столице Канады Оттаве, провинция Онтарио. Её мать — Джорджия Мэри Энн (в девичестве Фойерштайн), учительница венгерского еврейского происхождения, отец — Алан Ричард Мориссетт, франкоканадец, директор школы. У Аланис есть брат-близнец Вейд и старший брат Чед. В 6 лет Аланис начала играть на пианино и осознала, что хочет заниматься только творчеством. В 1984 году Мориссетт написала свою первую песню «Fate Stay with Me» и послала её по почте местному фолк-исполнителю Линдсей Моргану, который предложил свою помощь. Мориссетт выпустила сингл «Fate Stay with Me» на лейбле, который она основала вместе с Морганом. Было выпущено ограниченное количество копий, и сингл получил небольшую ротацию на радио. В начальных классах она считалась одарённой ученицей и занималась по соответствующей программе. Она училась в Школе Непорочной девы (Immaculata High School) и Глибском колледже-институте (Glebe Collegiate Institute), пытаясь преуспеть в карьере певицы. В 1986 она стала постоянной актрисой шоу Nickelodeon «You Can’t Do That on Television».
Находясь в Нью-Йорке, Мориссетт узнала о популярном американском конкурсе среди молодых талантов Star Search. В нём она участвовала под своим полным именем Alanis Nadine. Мориссетт поехала в Лос-Анджелес на программу, однако выбыла после первого тура. В 1988 году она подписала контракт с крупной корпорацией MCA Publishing, который позже помог ей записать свой дебютный альбом на рекорд-лейбле этой корпорации.

## Музыкальная карьера

### 1990—1993: Alanis и Now Is the Time
В 1991 году MCA Records выпустил дебютный альбом Мориссетт, Alanis. Над каждым треком она работала с продюсером Лесли Хау и решила использовать псевдоним Alanis. Танцевальный альбом вышел лишь в Канаде, где стал дважды платиновым, а его первый сингл, «Too Hot», попал в первую двадцатку канадского чарта. Остальные синглы, «Walk Away» и «Feel Your Love», попали в Top-40 и также пользовались успехом на радио. Из-за схожего стиля в музыке, внешности (особенно причёске) Аланис называли канадской версией Дебби Гибсон; сравнения с Тиффани также имели место. В 1991 году Мориссетт выступала на разогреве у рэпера Vanilla Ice. В 1992 году она была номинирована на 3 награды «Juno» в категориях «Самая многообещающая певица года» (которую она выиграла), «Сингл года» и «Лучшая танцевальная песня» (за «Too Hot»).
В том же году она выпустила свой второй альбом, Now Is the Time, преимущественно балладный, с более глубокими текстами. Мориссетт снова работала над альбомом с продюсером Лесли Хау. Как и предыдущий альбом, Now Is the Time распространялся только в Канаде. Было выпущено 3 сингла, которые оказались неуспешными: «An Emotion Away», «No Apologies» и «(Change Is) Never a Waste of Time». Альбом раскупался в два раза хуже предыдущего, и, как только контракт лейбла с Аланис на два альбома закончился, она покинула компанию.

### 1993—1995: Переезд в Лос-Анджелес
В 1993 году Мориссетт переехала из родной Оттавы в Торонто. Она впервые в жизни жила одна и познакомилась с большим количеством музыкантов, однако результаты разочаровывали её. Мориссетт уехала в Лос-Анджелес, в надежде завязать сотрудничество она работала со многими музыкантами. В феврале 1994 года она познакомилась с продюсером и композитором Гленом Баллардом, который до этого работал с Майклом Джексоном, Полой Абдул и группой Wilson Phillips.
Согласно Мориссетт, они мгновенно нашли контакт и в течение 30 минут начали импровизировать в его студии. Глен и Аланис сочинили свою первую песню — «The Bottom Line». Переломной композицией стала «Perfect», написанная и записанная в течение 20 минут. Мориссетт импровизировала с текстом, в то время как Баллард играл на гитаре. Версия, которую можно услышать на её следующем альбоме Jagged Little Pill, была записана с первого раза. Баллард и Мориссетт записали песни для Jagged Little Pill буквально как только написали их. По её словам, Баллард стал первым соавтором, который позволил ей выражать свои эмоции в песнях. Весной 1995 года Мориссетт подписала контракт с Maverick Records.
Позже она рассказала, что однажды, на одной из пустынных улиц Лос-Анджелеса, на неё напал вор и пытался ограбить её. Однако он не взял её записи из бумажника, которыми оказались первые сочинения для Jagged Little Pill.

### 1995—1998: Jagged Little Pill
Maverick Records выпустил первый интернациональный альбом Аланис Мориссетт, Jagged Little Pill, в 1995 году. Скот Уэлш, менеджер и друг Аланис, а также руководители Maverick ожидали, что альбом в лучшем случае раскупится тиражом 250 000 копий. Альбом дебютировал в чарте Billboard 200 под номером 118, но ситуация быстро изменилась, когда диджей одной из влиятельных радиостанций Лос-Анджелеса начал ставить «You Oughta Know», первый сингл с альбома, в эфир. Песня мгновенно привлекла к себе внимание, в основном благодаря присутствующей в ней нецензурной лексике, а видео вошло в активную ротацию каналов MTV и MuchMusic. В записи песни принимали участие музыканты группы Red Hot Chili Peppers Фли и Дэйв Наварро.
После успеха «You Oughta Know» остальные популярные синглы — «All I Really Want» и «Hand in My Pocket» — помогли Jagged Little Pill занять высшие строчки хит-парадов. Однако четвёртый сингл, «Ironic», стал самым большим хитом Мориссетт. «You Learn» и «Head over Feet», пятый и шестой синглы соответственно, помогли Jagged Little Pill продержаться в первой двадцатке Billboard 200 около года.
Согласно RIAA, Jagged Little Pill — самый продаваемый дебютный альбом, записанный женщиной. Только в США было продано около 14 млн копий, в то время как по всему миру было продано около 30 млн копий. Jagged Little Pill также стал самым коммерчески успешным дебютом, хотя официально это третий альбом Мориссетт. Альбом стал бестселлером в Австралии и Великобритании, а на родине Мориссетт, в Канаде, Jagged Little Pill стал 12-кратно платиновым.
Успех Мориссетт проложил путь таким певицам, как Трейси Бонем, Мередит Брукс, Patti Rothberg, Шакира, а также Аврил Лавин и P!nk в начале 2000-х. Её критиковали за сотрудничество с Гленом Баллардом, особенно когда прессе стало известно о её предыдущих альбомах. В 1996 году Мориссетт победила на церемонии вручения наград «Juno Awards» в шести номинациях: «Альбом года», «Сингл года» («You Oughta Know»), «Лучшая певица», «Лучший автор» и «Лучший рок-альбом». В том же году на «Грэмми» Мориссетт победила сразу в четырёх номинациях: «Лучшее женское вокальное рок-исполнение», «Лучшая рок-песня» («You Oughta Know»), «Лучший рок-альбом» и «Альбом года» (Jagged Little Pill).
Позже Мориссетт отправилась в 18-месячный тур в поддержку Jagged Little Pill, где выступала как в маленьких клубах, так и на огромных стадионах. Тейлор Хокинс, нынешний барабанщик Foo Fighters, присоединился к группе Мориссетт. В 1997 году Аланис снова получила номинации «Грэмми» — на этот раз в категориях «Запись года» и «Лучшее музыкальное видео» («Ironic»). Также она победила в номинации «Сингл года» на «Juno Awards» в 1997 году и получила награду за международные достижения. Полнометражное видео Jagged Little Pill, Live, в котором запечатлены лучшие моменты гастрольного тура, победило в категории «Лучший музыкальный фильм» на церемонии «Грэмми» в 1998 году.
В течение гастролей Мориссетт постепенно начала разочаровываться в индустрии шоу-бизнеса и несколько раз говорила, что устала от постоянных путешествий, краткосрочных отношений и вечеринок, полных наркотиками. Отыграв свой последний концерт на Гавайях в декабре 1996 года, она отправилась в Индию на 6 недель, взяв с собой мать, тётю и двух подруг.

### 1998—2001: Supposed Former Infatuation Junkie и Alanis Unplugged
В 1998 году Мориссетт приняла участие в записи песен «Drift Away» для альбома Ринго Старра, а также «Don’t Drink the Water» и «Spoon» для альбома Dave Matthews Band Before These Crowded Streets. Мориссетт написала песню «Uninvited» для саундтрека к фильму «Город ангелов» (1998). Хотя песня не была выпущена в качестве сингла, она пользовалась огромной популярностью на радиостанциях США. В 1999 году на 41-й церемонии вручения наград «Грэмми» Мориссетт получила 2 награды за «Uninvited» — «Лучшая рок-песня» и «Лучший женский рок-вокал» — а также была номинирована на «Лучшую песню из фильма». В 1998 году вышел альбом Supposed Former Infatuation Junkie, над которым Мориссетт снова работала с Гленом Баллардом. Большинство песен, таких как «Would Not Come» и «Unsent», изменили традиционный стиль её песен — однообразные мелодии, почти прозаичный текст, в некоторых песнях и вовсе отсутствует припев.
Рекорд-лейбл надеялся продать миллион копий в течение нескольких месяцев, но удалось продать лишь половину. Тем не менее, альбом дебютировал на первой строчке чарта Billboard 200, в первую неделю было продано 469 тысяч копий, и это был рекорд того времени для исполнителя-женщины. Лирика Supposed Former Infatuation Junkie разочаровала некоторых поклонников, и, после того как критикам стало ясно, что альбом станет менее успешным, чем Jagged Little Pill, они сочли его «стандартной ошибкой второго альбома». Однако большинство из них опубликовало положительные рецензии. Например, журнал Rolling Stone поставил альбому 4 звезды. В Канаде, помимо того что альбом стал четырёхкратно платиновым, он завоевал награду «Juno Awards» «Альбом года». «Thank U», единственный хит пластинки, был представлен на «Грэмми» в номинации «Лучший женский поп-вокал». Клип получился весьма откровенным, так как Мориссетт снялась в нём полуголая. Она сама выступила в качестве режиссёра в видеоклипах на песни «Unsent» и «So Pure», и за последнее получила награды MuchMusic Video Award «Лучший режиссёр» и «Juno Award» «Клип года». В клипе «So Pure» вместе с Мориссетт снялся актёр Дэш Майхок, с которым она тогда встречалась.
Мориссетт участвовала в записи треков «Mercy» и «Innocence» для диска Джонатана Элиаса The Prayer Cycle, который был выпущен в 1999 году. В то же время вышел акустический концерт Alanis Unplugged, записанный в рамках программы MTV Unplugged. На нём Аланис сыграла 3 новые песни, одну из которых — «No Pressure over Cappuccino» — она написала в соавторстве со своим гитаристом ещё в эпоху Jagged Little Pill. Сингл «That I Would Be Good» попал в ротацию радиостанций США. Также Аланис исполнила песню «Are You Still Mad» на концерте радиостанции WRAX, которая впоследствии вошла в благотворительный альбом Live in the X Lounge II. За исполнение песни «So Pure» на фестивале Вудсток Мориссетт была номинирована на «Грэмми» в категории «Лучшее женское рок-исполнение».
Мориссетт сыграла эпизодические роли в сериалах «Секс в большом городе» и «Умерь свой энтузиазм», а также сыграла роль в постановке «Монологи вагины».

### 2002—2003: Under Rug Swept

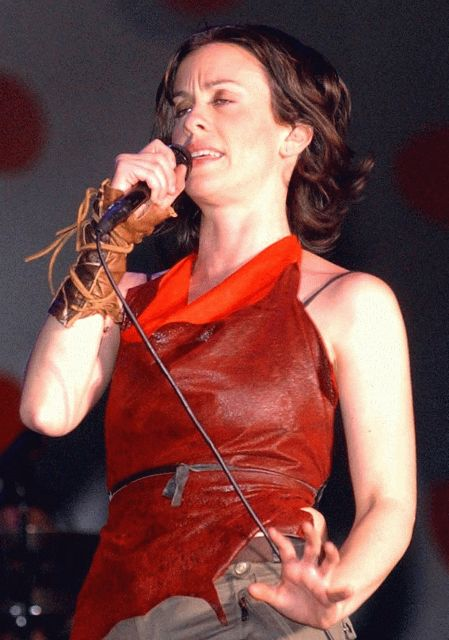
Мориссетт в Бразилии, 2003 год

В 2001 году трип-хоп исполнитель Tricky пригласил Мориссетт и Стефани Маккей принять участие в записи песни «Excess» для своего альбома Blowback, а уже в феврале 2002 года, после четырёхлетнего перерыва в карьере, Мориссетт выпустила свой третий интернациональный альбом, Under Rug Swept. Это первый альбом, над которым Мориссетт работала самостоятельно. Также она впервые попробовала себя в качестве продюсера.
Альбом Under Rug Swept, который впоследствии стал платиновым в Канаде, дебютировал на первой строчке чарта Billboard 200. В США альбом распространился тиражом 1 млн копий. Первый сингл с альбома, «Hands Clean», возглавил канадский чарт и вошёл в активную ротацию на радиостанциях. За «Hands Clean» и «So Unsexy» Мориссетт получила награду «Juno» «Продюсер года». Второй сингл, «Precious Illusions», пользовался успехом лишь в Канаде и США.
В конце 2002 года вышел CD/DVD релиз Feast on Scraps, который включает в себя запись концерта в Роттердаме и 8 ранее не изданных песен периода Under Rug Swept. Альбому предшествовал сингл «Simple Together». Feast on Scraps распространился тиражом 70 тыс. копий в США и был номинирован на награду «Juno» в категории «Музыкальное видео года». В конце 2003 года Мориссетт появилась в постановке The Exonerated.

### 2004—2005: So-Called Chaos, Jagged Little Pill Acoustic и The Collection
В мае 2004 года Мориссетт выпустила свой четвёртый студийный альбом, So-Called Chaos. Она снова написала все песни самостоятельно, однако продюсировать альбом ей помогали Тим Трони и Джон Шенкс. Альбом дебютировал на 5-й позиции чарта Billboard 200 и был распродан тиражом 115 тысяч копий в первую неделю в США. Это был худший результат в карьере Мориссетт. Первый сингл альбома, «Everything», пользовался успехом в чарте Adult Top 40, однако так и не попал в Billboard Hot 100. Так как в первом куплете песни содержалось слово «asshole», радиостанции США отказывались ставить песню в эфир, поэтому слово пришлось заменить на «nightmare». Два других сингла, «Out Is Through» и «Eight Easy Steps», были менее успешными, хотя танцевальный ремикс на «Eight Easy Steps» попал в первую десятку чарта Hot Dance Music/Club Play.

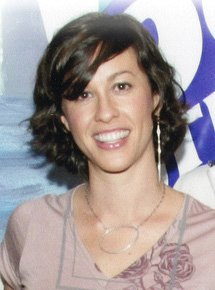
Аланис Мориссетт (2004)

Летом Мориссетт отправилась в тур по США с канадской группой Barenaked Ladies, параллельно работая с некоммерческой организацией Reverb, борющейся с загрязнением окружающей среды.
Чтобы отпраздновать 10-летие альбома Jagged Little Pill, Мориссетт выпустила его акустическую версию в июне 2005 года под названием Jagged Little Pill Acoustic. Альбом распространялся через сеть Starbucks «Hear Music» первые 6 недель, что привело к скандалу между Мориссетт и лейблом Maverick и североамериканским отделением HMV, которые хотели ограничить распространение других альбомов Мориссетт во время акции. В США Jagged Little Pill Acoustic был распродан тиражом 300 тысяч копий. Видеоклип на единственный сингл — «Hand in My Pocket» — попал в ротацию канала VH1 в США. В честь выхода альбома Мориссетт отправилась в двухмесячный тур летом 2005 года. Тогда же Мориссетт была включена в «Зал Славы Канады».
В конце 2005 года Мориссетт выпустила альбом хитов под названием Alanis Morissette: The Collection. Первым синглом стала кавер-версия песни Сила «Crazy». Песня вошла в чарт Billboard Adult Top 40, но, равно как и альбом, не пользовалась популярностью. Ограниченное издание альбома включало в себя DVD, в котором Мориссетт рассказывает о каждом периоде своей карьеры. На DVD также присутствуют две ранее не изданные песни эпохи Jagged Little Pill — «King of Intimation» и «Can’t Not» (которая впоследствии попадёт в альбом Supposed Former Infatuation Junkie) — и отрывок невышедшего клипа «Joining You». Мориссетт записала песню «Wunderkind» для саундтрека к фильму «Хроники Нарнии: Лев, колдунья и платяной шкаф», которая была номинирована на «Золотой Глобус».

### 2006—настоящее время: Flavors of Entanglement
2006 год стал первым годом в карьере Мориссетт, когда она не дала ни одного концерта, ограничившись появлением на шоу Джея Лено в январе для исполнения песни «Wunderkind».
1 апреля 2007 года Мориссетт представила на суд зрителям свою пародию на песню группы The Black Eyed Peas «My Humps». Видео, в котором она провокационно танцует с группой мужчин и ударяет тех, кто пытается к ней прикоснуться, стало интернет-сенсацией. Уже к 13 апреля было зафиксировано 5 миллионов просмотров. Мориссетт не дала никаких комментариев по этому поводу, хотя большинство поняли это как первоапрельскую шутку. Вокалистка The Black Eyed Peas Ферги в ответ послала Мориссетт торт в форме пятой точки с текстом «Аланис, ты гений!».
4 июня 2007 года Мориссетт спела американский и канадский гимны («The Star-Spangled Banner» и «O Canada») во время четвёртого матча финала Кубка Стэнли.
24 апреля 2007 года Аланис Мориссетт участвовала в концерте для Тома Морелло из группы Rage Against the Machine, где объявила о том, что работает над новыми песнями с продюсером Гаем Сигвортом. Также она исполнила первую песню из нового репертуара «Not as We».
14 сентября 2007 года на официальном MySpace Мориссетт было представлено интервью Сигворта, с которым она работала над Flavors of Entanglement. В интервью было сказано о том, что всего было написано 25 песен и лишь 13 попали на альбом, а другие 8 песен всё ещё записываются.
Второй новой песней стала «Underneath», неофициальная премьера которой состоялась 15 сентября 2007 года в Лос-Анджелесе на фестивале Elevate Film. Цель фестиваля — показ документальных фильмов, музыкальных клипов для «поднятия уровня человеческого сознания на Земле».
В начале 2008 года Мориссетт отправилась в тур вместе с группами Matchbox Twenty и Mute Math. Также она заявила, что осенью отправится в сольный тур по Северной Америке.
Альбом Flavors of Entanglement вышел 2 июня в мире и 10 июня в США.
28 февраля Мориссетт выступила на закрытии Зимних Олимпийских Игр в Ванкувере.
В 2020 появилась совместная работа вместе с Холзи, которая стала третей интерлюдией в альбоме Холзи.

## Кинокарьера
В 1985 году Мориссетт появилась на сцене любительского музыкального театра «Orpheus Musical Theatre Society», а в 1986 — на телевидении, снявшись в детском развлекательном шоу «Вы не можете делать это на телевидении» (англ. You Can't Do That on Television). На заработанные деньги она выпустила свой первый сингл «Fate Stay with Me» в возрасте 13 лет. В 1993 году она снялась в фильме «Просто одна из девочек», который позже назовёт «отвратительным».
В 1999 году Мориссетт снова появляется на большом экране, на этот раз в фильме Кевина Смита «Догма», для которого она также написала песню «Still». Смит, являясь поклонником Мориссетт, несколько раз просил её сняться в фильме, однако Мориссетт не могла согласиться, так как была на гастролях. Когда гастроли закончились, свободной осталась роль бога, для которой не предполагалось никаких диалогов.
В апреле 2006 года портал MTV сообщил, что с 23 по 28 мая Мориссетт снова примет участие в постановке «The Exonerated» в Лондоне.
Мориссетт исполнила песню «Let's Do It (Let's Fall in Love)» в фильме «Любимчик» в 2004 году.
В 2006 году она появилась в эпизоде сериала «Lovespring International» в роли бездомной женщины по имени Люсинда и в трёх эпизодах сериала «Части тела», где сыграла лесбиянку.
Мориссетт сыграла одну из главных ролей в фильме «Свободное радио Альбемута» режиссёра Джона Элана Саймона, который являлся адаптацией романа известного фантаста Филипа Дика.

### Карьера на ТВ
В 2021 году Аланис стала одним из членов жюри в музыкальном песенном телешоу «Альтер эго» совместо с Ником Лаше, Граймс и Will.i.am

## Личная жизнь
В 1993 году Мориссетт встречалась с Дейвом Кулье, звездой сериала «Полный дом».
В подростковом возрасте Мориссетт боролась с анорексией и булимией. Однажды ей сказали: «Мне хотелось бы поговорить о твоём весе. Ты не будешь успешной, если будешь толстой». Она питалась морковью, чёрным кофе и тостами, и её вес колебался от 45 до 49 кг. Лечение она назвала долгим процессом.
В середине 2004 года Мориссетт стала священнослужительницей Церкви Всеобщей Жизни. В июне 2004 года Мориссетт объявила о своей помолвке с канадским актёром Райаном Рейнольдсом.
В феврале 2005 года Мориссетт официально получила американское гражданство. Тогда же она появилась в телевизионном шоу «Деграсси: Следующее поколение» вместе с режиссёром фильма «Догма» Кевином Смитом.
В январе 2006 года журнал Rolling Stone сообщил, что Мориссетт собирается провести год, работая над собственной книгой. «Это будет вся та мудрость, которую я накопила к 31 годам своей жизни (…) В основном об отношениях, известности, путешествиях, теле и душе — с острым юмором, потому что я не могу без этого».
В июле 2006 года журнал People сообщил, что Мориссетт расстаётся с Райаном Рейнольдсом, однако эта информация осталась неподтверждённой. Чуть позже появилась информация о том, что они всё ещё вместе, и Contact Music сообщил, что это была журналистская «утка». Папарацци сфотографировали Мориссетт и Рейнольдса, прогуливающимися по улицам Лос-Анджелеса вместе. Однако в феврале 2007 года Мориссетт и Рейнольдс решили окончательно расстаться, разорвав помолвку. 5 мая 2008 года было объявлено о помолвке Рейнольдса с актрисой Скарлетт Йоханссон.
С 22 мая 2010 года Аланис замужем за известным под псевдонимом Souleye рэпером Марио Тредуэем, с которым она встречалась год до их свадьбы. У супругов трое детей: сын Эвер Имре Мориссетт-Тредуэй (род. 25.12.2010), дочь Оникс Солэс Мориссетт-Тредуэй (род. 23.06.2016) и ещё один сын — Уинтер Мерси Мориссетт-Тредуэй (род. 08.08.2019). Между рождением первых двух детей она также перенесла несколько выкидышей.

## Дискография
- 1991: Alanis
- 1992: Now Is the Time
- 1995: Jagged Little Pill
- 1998: Supposed Former Infatuation Junkie
- 2002: Under Rug Swept
- 2004: So-Called Chaos
- 2008: Flavors of Entanglement
- 2012: Havoc and Bright Lights
- 2020: Such Pretty Forks in the Road
- 2022: The Storm Before The Calm[73].
- 2023: Last Christmas

## Фильмография
| Год  | Название на русском                           | Название на языке оригинала               | Роль              |
| ---- | --------------------------------------------- | ----------------------------------------- | ----------------- |
| 1979 | «Вам нельзя делать это на телевидении»        | You Can’t Do That on Television           | Аланис            |
| 1993 | «Всё ради любви»                              | Just One of the Girls / Anything for Love | Аланис            |
| 1999 | «Догма»                                       | Dogma                                     | Бог               |
| 2000 | «Секс в большом городе»                       | Sex and the City                          | Дон               |
| 2001 | «Джей и Молчаливый Боб наносят ответный удар» | Jay and Silent Bob Strike Back            | Та Женщина (Бог)  |
| 2004 | «Американские мечты»                          | American Dreams                           | певица            |
| 2004 | «Любимчик»                                    | De-Lovely                                 | певица            |
| 2005 | «Мы с группой»                                | We’re with the Band                       | в роли самой себя |
| 2006 | «Части тела»                                  | Nip/Tuck                                  | Поппи             |
| 2006 | «Любовь без границ»                           | Lovespring International                  | Лусинда           |
| 2008 | «Свободное радио Альбемута»                   | Radio Free Albemuth                       | Сильвия           |
| 2009 | «Дурман»                                      | Weeds                                     | Одри              |